# Ōtake
Ōtake è una città giapponese della prefettura di Hiroshima.